# Keisuke Ogasawara
Keisuke Ogasawara (小笠原 佳祐 Ogasawara Keisuke?), född 7 juni 1996 i Yamaguchi prefektur, är en japansk fotbollsspelare.
Ogasawara började sin karriär 2019 i Roasso Kumamoto.